# Бугаца
Бугаца (на гръцки: μπουγάτσα, buˈɣatsa) е гръцко сладко тестено изделие, приготвяно от кори с пълнеж от яйчен крем с грис и често поръсено с пудра захар или канела. Степента на подслаждане на пълнежа варира в различните региони. Бугацата е характерна най-вече за Егейска Македония, където се смята, че е пренесена от Цариград в началото на XX век.